# Andrzej Szuba
Andrzej Szuba (ur. 22 marca 1949 w Gliwicach) – polski poeta, tłumacz poezji amerykańskiej, brytyjskiej i irlandzkiej, m.in. Walta Whitmana, Ezry Pounda, Lawrence’a Ferlinghettiego, Medbh McGuckian, Gary'ego Snydera.
Ukończył studia anglistyczne na Uniwersytecie Jagiellońskim, jest stałym współpracownikiem „Literatury na Świecie” i innych periodyków oraz członkiem PEN-Clubu i Stowarzyszenia Pisarzy Polskich. Pracuje jako lektor języka angielskiego na Uniwersytecie Śląskim w Katowicach. Mieszka w Katowicach.

## Twórczość
- Karnet na życie (poezje; oprac. graf. Jerzy Moskal; Fundusz Literacki Związku Literatów Polskich. Oddział w Katowicach 1976)
- Spór o poezję (szkice; wespół z Włodzimierzem Paźniewskim, Stanisławem Piskorem i Tadeuszem Sławkiem; 1977)
- Wejście zapasowe (poezje; Śląsk 1980, ISBN 83-216-0079-4)
- Na czerwonym świetle (poezje; Śląsk 1983, ISBN 83-216-0355-6)
- Postscripta (poezje; Wydawnictwo literackie 1986, ISBN 83-08-01727-4)
- Oddech jak twój (poezje; Miniatura, 1991)
- Dzieci frezje zające. Wiersze wybrane (poezje; Miniatura 1992)
- Strzępy (poezje; Miniatura 1998)
- Postscripta wybrane/Selected postscripts (przeł. Jean Ward, posłowiem opatrzył Paweł Sarna; Wydawnictwo Uniwersytetu Śląskiego 2003, ISBN 83-226-1271-0)

## Tłumaczenia
- William Butler Yeats, Ezra Pound, Thomas Stearns Eliot i imagiści, Wyspy na jeziorze (wespół z Krzysztofem Boczkowskim i Leszkiem Engelkingiem; Miniatura 1988)
- George Mackay Brown: Antologia z wyspy fok (Wydawnictwo Literackie 1989, ISBN 83-08-02194-8)
- Miłość po angielsku (Miniatura, Kraków 1990)
- Edwin Morgan(inne języki), Interferencje (Śląsk 1990, ISBN 83-216-0783-7)
- Geografia wyobraźni. Antologia osobista [wiersze poetów brytyjskich i amerykańskich] (wespół z Tadeuszem Sławkiem; Stowarzyszenie Pisarzy Polskich, oddział w Katowicach 1991)
- Tom Stoppard, Trawestacje (sztuka teatralna; premiera: Teatr Studyjny (Łódź), styczeń 1991)
- Stephen Crane, Sto wierszy (Miniatura 1991)
- Miłość po amerykańsku (Miniatura 1991)
- Walt Whitman, Kobieta czeka na mnie (Wydawnictwo „M” [Miniatura] 1991)
- Walt Whitman, Pieśń o sobie (Wydawnictwo Literackie 1992, ISBN 83-08-02178-6)
- Edgar Lee Masters, Epitafia ze Spoon River, (Miniatura 1992, 2000, ISBN 83-7081-239-2)
- Pieśń cykady. Chińskie i japońskie wiersze Zen (Wydawnictwo Miniatura 1992, ISBN 83-7081-025-X)
- Lawrence Ferlinghetti, Wiersze (Miniatura 1993)
- Allen Ginsberg, Znajomi z tego świata (wespół z Julią Hartwig, Arturem Międzyrzeckim i Piotrem Sommerem; il. Wojciech Kołyszko; Wydawnictwo M, Biblioteka „Nagłosu” 1993, ISBN 83-85541-93-4)
- Walt Whitman, Słyszę śpiew Ameryki, (Miniatura 1995, ISBN 83-7081-157-4)
- Stephen Crane, Wiersze zebrane (Miniatura 1995)
- Seamus Heaney, Zawierzyć poezji (wespół ze Stanisławem Barańczakiem, Magdaleną Heydel, Jerzym Jarniewiczem, Piotrem Sommerem, Adamem Szostkiewiczem; Znak 1996, ISBN 83-7006-516-3)
- Ezra Pound, Pieśni (m.in. wespół z Leszkiem Engelkingiem, K. Kozioł, Andrzejem Sosnowskim; Państwowy Instytut Wydawniczy 1996, ISBN 83-06-02531-8)
- Walt Whitman, Pieśń o mnie i inne utwory (Miniatura 1996, ISBN 83-7081-256-2)
- Robert Hass(inne języki), Zbierając jeżyny (wespół z Magdaleną Heydel, Marią Korusiewicz, Pawłem Marcinkiewiczem, Bronisławem Majem, Czesławem Miłoszem, Jackiem Podsiadłą; Znak 1997, ISBN 83-7006-650-X)
- William Soutar(inne języki), Dziennik z łoża śmierci (Miniatura 1997)
- Medbh McGuckian, The Princess of Parallelograms-Księżniczka równoległoboków (Muzeum Książki Artystycznej w Łodzi „Correstudio” 1998, ISBN 83-905987-3-6)
- Edwin Morgan(inne języki), The Only Signal-Jedyny sygnał (Muzeum Książki Artystycznej w Łodzi „Correstudio” 1998, ISBN 83-905987-3-6)
- Elizabeth Searle Lamb(inne języki), Płatek irysa (Miniatura 1998, ISBN 83-7081-396-8)
- Ronald Stuart Thomas, Biały tygrys: wiersze z lat 1945–1990 (posłowie: Jerzy Jarniewicz, Biuro Literackie Port Legnica 2001, ISBN 83-88515-11-X)
- Walt Whitman, 256 wiersze i poematy (Miniatura 2002, ISBN 83-7081-412-3)
- Dannie Abse, Stetoskop: wiersze wybrane (Znak 2004, ISBN 83-240-0476-9)
- Emily Dickinson, Wiersze/Poems (Miniatura 2005, ISBN 83-7081-730-0)